# 李铮友
李铮友（1935年7月—2018年4月4日），四川高县人，出生于重庆，中华人民共和国水稻育种专家、政治人物，中国致公党员，曾任第九届全国政协常委，云南省副省长，被誉为高原杂交稻之父。

## 生平
李铮友是四川高县人，1935年7月生于重庆。1956至1960年就读于西南农学院。1961年任云南农业大学教师，后成为教授及云南农业大学稻作研究所所长。是中国滇型杂交水稻育种研究的创始人。1978年获全国科学大会奖，以及第五届袁隆平农业科技奖。1983年4月至1988年4月任云南省副省长。1988年后任云南省科学技术协会主席。1991年加入中国致公党，曾任致公党第十届、十一届中央常委。曾任第六届全国人大代表，第八、第九、第十届全国政协委员及第九届全国政协常委。著作有《滇型杂交水稻》。
李铮友于2018年4月4日在昆明去世，终年82岁。